# Glossaire du billard
|  |

Cet article recense les termes utilisés dans les trois principaux sports de billard : billard américain, billard français et snooker.
- Haut – A
- B
- C
- D
- E
- F
- G
- H
- I
- J
- K
- L
- M
- N
- O
- P
- Q
- R
- S
- T
- U
- V
- W
- X
- Y
- Z
- 0-9

## A

### Araignée
Reposoir constitué d'une tige se terminant par une tête métallique en forme d'arche, utilisée pour élever et supporter la queue au-dessus d'une bille.

## B

### Bande-avant
Coup qui consiste à toucher au moins une bande avant de frapper la bille objet. Également appelé bricole.

### Baulk
Voir ligne de baulk.

### Bille
Voir boule.

### Bille de choc
Désigne la bille frappée directement par le joueur avec sa queue de billard.

### Bille objet
Désigne la bille frappée par la bille de choc.

### Bille libre
Lorsqu'un joueur commet une faute et laisse son adversaire en position de snook (même partiel), ce dernier bénéficie, sur décision de l'arbitre, d'une bille libre, c'est-à-dire qu'il peut nommer librement une bille de couleur à la place de la bille à jouer dont elle prend la valeur ; la bille jouée est replacée (free-ball en anglais).

### Bleu
Petit cube de craie — pas forcément bleu et plutôt à base de silicate — qui permet de  « graisser » le procédé afin qu'il ne dérape pas au contact de la bille de choc (fausse queue).

### Boule
Également dénommée bille, elle est, le plus souvent aujourd'hui, fabriquée à partir de résines phénoliques et différemment teintée selon le jeu ; ses diamètre et poids sont 57,2 mm et 162 g au billard américain, 61,5 mm et 209 g au billard français et 52,4 mm et 127 g au snooker.

### Break
Au snooker, série d'empochages consécutifs auxquels on attribue les valeurs des billes empochées (un point pour une bille rouge, de 2 à 7 points pour les billes de couleur). Le break maximum est usuellement de 147 points.

### Bricole
Autre nom de la bande-avant.

## C

### Carambole
Terme générique qui regroupe les divers modes de jeu du billard français. Il s'agit, initialement, du nom de la boule rouge.

### Carreau
Coup joué avec un léger effet rétro pour que la bille de choc s'immobilise dès le contact avec la bille objet (stun shot en anglais).

### Casin
Coup de billard français où la bille de choc touche la bille rouge qui, à son tour, touche la troisième mais en ayant touché au préalable au moins une bande. Également appelé ravachole.

### Casse
Dans une partie de snooker, premier coup qui consiste à percuter l'une des billes rouges avec la bille de choc ce qui, le plus souvent, a pour effet d'ébranler l'ordonnancement du triangle composé desdites billes rouges.

### Century
Break d'au moins 100 points.

### Choc
Voir bille de choc.

### Coulé
Effet appliqué à la bille de choc en la frappant au-dessus de son centre afin qu'elle continue d'avancer après avoir frappé la bille objet.

### Cygne
Reposoir constitué d'une tige se terminant par une tête métallique en forme d'arche surmonté d'une fourche, utilisée pour élever et supporter la queue au-dessus d'une bille.

## D

### «D»
Au snooker, demi-cercle d'un rayon de 29,21 cm (11,5 pouces) décrit dans le quartier ayant son centre au milieu de la ligne de baulk ; ce « D » permet le placement des billes verte, marron et jaune et délimite l'emplacement de départ de la bille de choc.

### Diamants
Repères sur les bandes de la table qui servent à délimiter les zones de marquage du tapis et permettent de calculer la trajectoire des billes.

## F

### Fausse queue
Dérapage du procédé à l'impact sur la bille de choc.

### Flèche
Partie supérieure de la queue de billard sur laquelle est collé le procédé.

### Frame
Terme anglais désignant une manche dans une partie de snooker. Les matches des finales de tournoi sont usuellement jouées au meilleur des 17 ou 19 frames.

### Fût
Partie inférieure de la queue de billard ; dans le cas des queues démontables, la flèche est vissée sur le fût au moyen d'un tourillon.

## L

### Lag
Pour déterminer qui doit commencer à jouer, les joueurs doivent effectuer quasi simultanément une frappe chacun sur une bille depuis la ligne de baulk de façon qu'elle aille frapper la bande haute (côté de la bille noire) et qu'elle revienne vers la bande basse. Celui dont la bille revient le plus près de la bande basse a gagné le lag. Le plus souvent, l'enjeu est de déterminer le joueur qui doit effectuer la casse. Il est autorisé (mais non obligatoire) de laisser la bille de choc toucher ou rebondir contre la bande basse mais pas de toucher les bandes latérales. En cas d'égalité, le lag est recommencé.

### Ligne de baulk

Position des billes au début d'une partie de snooker, ligne de baulk et « D ».

Au snooker, ligne droite tracée parallèlement à la bande inférieure (côté opposé à l'emplacement de la bille noire), à 73,66 centimètres (29 pouces) soit au 1/5 de la longueur de la table ; elle délimite ainsi un espace rectangulaire appelé zone de baulk ou simplement baulk (baulk area en anglais, kitchen au billard américain).

## M

### Massé
Effet appliqué à la bille de choc en la frappant avec la queue avec un angle compris entre l'horizontale et la verticale pour lui donner une trajectoire courbe.

### Mouche
Marque discrète sur le tapis qui désigne l'emplacement initial d'une bille ; au billard français, pour chacune des trois billes ; au snooker, pour les billes bleue, rose et noire.

## O

### Objet
Voir bille objet.

## P

### Piqué
Effet appliqué à la bille de choc en la frappant avec la queue en position verticale pour la faire revenir en arrière.

### Pomérance
Nom belge du procédé.

### Procédé
Rondelle de cuir collée sur la virole de la queue de billard qui entre en contact avec la bille ; il est appelé pomérance en Belgique.

### Queue
Instrument permettant de pousser la bille ; elle est composée principalement de la flèche et du fût.

## R

### Râteau
Reposoir constitué d'un bâton se terminant par une tête métallique en forme de X allongé ; cette légère asymétrie permet de reposer la queue sur le X en position haute pour une attaque pleine bille, en piqué ou en coulé ou en position basse pour un coup en rétro ou un carreau ; il s'agit du reposoir le plus souvent utilisé.

### Ravachole
Autre nom du casin.

### Reprise
Au billard français, il s'agit du nombre de fois qu'un joueur vient à la table. Sert à calculer la moyenne. (par exemple, 100 points en 4 reprises = 25 de moyenne)

### Reposoir

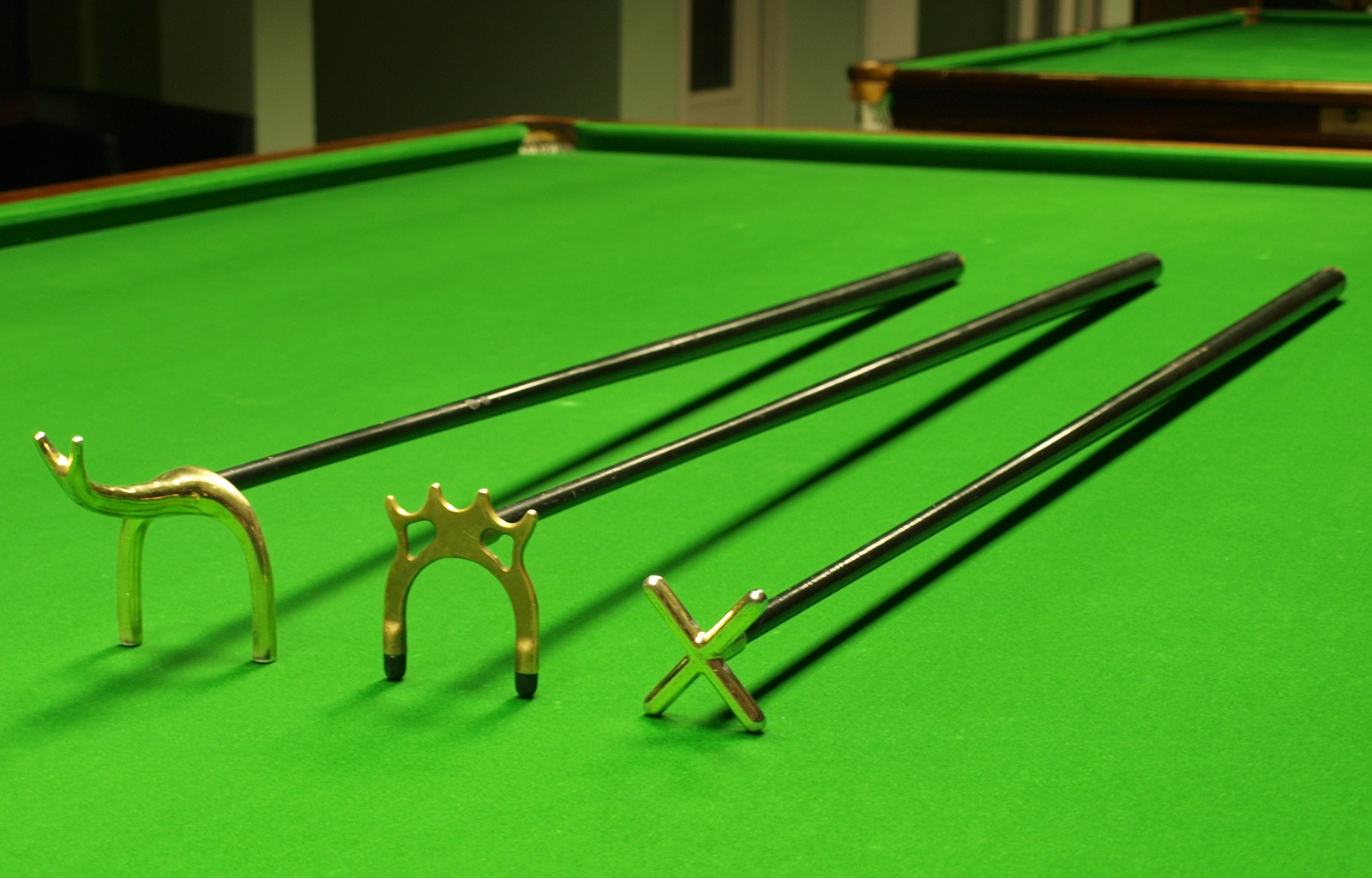
Reposoirs : cygne, araignée, râteau.

Outil permettant de soutenir et guider la flèche de la queue lorsque la bille blanche est particulièrement éloignée du bord de la table. Il existe trois types de reposoirs, le râteau, l'araignée et le cygne.

### Rétro
Effet appliqué à la bille de choc en la frappant en dessous de son centre afin qu'elle s'arrête ou qu'elle recule après avoir frappé la bille objet. Voir aussi carreau.

## S

### Snook
Résultat de l'action de cacher la bille de choc derrière une autre bille de façon que l'adversaire ne puisse plus atteindre directement une bille objet. Le verbe snooker est alors utilisé : le joueur a snooké son adversaire, l'adversaire a été snooké.

## V

### Virole
Bague en matière synthétique ou en métal à l'extrémité de la queue de billard sur laquelle est collé le procédé.

## 0-9

### 3 bandes
Coup de billard français dans lequel la bille de choc doit rebondir sur au moins trois bandes avant de toucher la dernière bille ou toucher au moins trois bandes avant de caramboler les deux autres billes.